# Vrag
Vrag ili Đavo(l)/Đavao (od grčkog: Διάβολος, preko staroslavenskog: Dїavolъ), ili Sotona (Satana; hebrejski: שָׂטָן, aramejski: שִׂטְנָא, latinski: Sátanas, s prvobitnim značenjem u hebr. jeziku "protivnik", "tužilac (pred sudom)" (Ps 109;6; usp. Za 3.12; Jb 1.6; Za 3.12)), u religiji predstavlja personifikaciju zla, neprijatelja ljudima i Bogu, palog anđela, demona ili manje božanstvo. Smatra se objektiviziranjem neprijateljske i destrukcijske sile.
Teško je precizirati određenu definiciju bilo kojeg stupnja složenosti koja će obuhvatiti sve tradicije, osim toga što je manifestacija zla. Ima smisla razmatrati vraga kroz objektiv svake od kultura i religija koje imaju vraga kao dio svojih mitova.
Povijest ovog koncepta je isprepletana s teologijom, mitologijom, psihijatrijom, umjetnošću i književnošću, pri čemu održava validnost i razvija se nezavisno unutar svake tradicije. To se povijesno događa u mnogim kontekstima i kulturama, i ima mnogo različitih imena: Šejtan, Lucifer, Belzebub, Mefisto; i atributa: on se portretira kao plav, crn ili crven; prikazuje se kao da ima rogove na glavi ili bez rogova itd. Ideja vraga je često bila ozbiljno shvaćena, iako ne uvijek, primjerice kada se figure vraga koriste u reklamiranju i na omotima slatkiša.

## Definicije
U svojoj knjizi "Vrag: Percepcija zla od antike do primitivnog kršćanstva" (engleski: The Devil: Perceptions of Evil from Antiquity to Primitive Christianity), Jeffrey Burton Russell diskutira razna značenja i poteškoće koje se susreću prilikom uporabe termina vrag. On ne pokušava definirati riječ u općem smislu, ali opisuje ograničenu upotrebu koju namjerava primijeniti za riječ u svojoj knjizi, ograničenu da bi se "minimizirala ova poteškoća" i "radi jasnoće". U svojoj knjizi Russell koristi riječ vrag kao "antropomorfizam zla koji se sreće kod raznih kultura", za razliku od riječi šejtan, koju je specifično rezerviran za figuru u abrahamskim religijama.
U uvodu u svoju knjigu Sotona: Biografija, Henry Ansgar Kelly diskutira različita razmatranja i značenja na koja je naišao u uporabi izraza kao što su vrag i sotona itd. Iako ne daje opću definiciju, on to opisuje u svojoj knjizi kao "kad god se dijabolos koristi kao pravo ime sotone", što napominje koristeći mali format velikih slova.

## Vrag u slavenskoj mitologiji
Vrag ili đavo kakav se susreće i zatječe u slavenskim narodnim vjerovanjima i umotvorinama, izgrađen je nakon pokrštavanja Slavena, pod snažnim utjecajem Crkve. Uzroke ovoj pojavi treba tražiti u staroj slavenskoj politeističkoj vjeri. Na Vraga su prenesene funkcije i mitovi koji su se ranije vezivali za neke od slavenskih vrhovnih bogova, a isto se dogodilo i s germanskim Odinom i slavenskim Crnobogom.
Ličnost je jako složena. Niti jedan drugi demon nije imao tako raznoliku povijest; niti jedan drugi nije preopterećen tolikom nasljedstvom iz stare vjere. I dan-danas se naziva imenom nekadašnjeg slavenskog vrhovnog boga (v. Čajkanović): to je ime Daba, koje je hipokoristik od imena Dabog. Zajedničko slavensko ime za vraga (ruski: "čort", češki: "čert", poljski: "čart", lužičkosrpski: "cart") prvobitno je bila epikleza ne za Vraga, nego baš za Daboga, koji je bog čaranja (par excellence).
Po ovim svojim najvažnijim oznakama, vrag je zamjenik paganskog vrhovnog boga, pa otuda i potječe njegov udio u kultu; naročito ako je riječ o nekoj nedozvoljenoj radnji, uvijek se apelira na Vragovu pomoć ili se (žrtvama, zaklinjanjima, molitvama) utječe na njega da barem ne smeta. Otuda vjerojatno i poslovica "Uždi svecu jednu svijeću, a vragu dvije". Vrag ima neke osobine i tjelesne karakteristike koje su na njega prenesene s drugih demona. Primjerice, kada se kaže da su "vragovi u noći jahali i zanosili putnike", može se reći da je to posao i vukodlaka i drugih noćnih demona, a kada Vrag čini ljudima sitne prolazne pakosti, dosađuje im i "pravi komendiju", to u osnovi znači da se radi o običnom šumskom demonu (a ne Vragu), kojemu zadovoljstvo čine nestašluci. Takvi demoni su bili grčki Sileni i Satiri i rimski Fauni (ili Silvani), pa su čak neka vanjska obilježja identična: kozje noge, jarčeva brada, uši "kao u vola".

## Vrag u kršćanstvu
Vrag (Đavo) ili preciznije Sotona, tj. Lucifer jest Božje (Oca, Sina i Svetoga duha) stvorenje, anđeo otpadnik, bogoodstupnik iz Starog zavjeta, uzročnik pada čovječanstva u grijeh. Kršćanska je dogmatika nastavila židovsku proglasivši ga za protivnika Sina Božjega i neprijatelja ljudi, oca laži, personifikaciju grijeha i zla. Sličnom se idejom koriste i neke druge monoteističke religije kao što je islam.
Po kršćanskom shvaćanju njegove su moći najveće tamo gdje su se ljudi najviše udaljili od Boga te ih on može vezati i koristiti za sebe i svoje poslove, bez njihove volje. S druge strane, oni koji se nisu udaljili od Boga i podlegli Vragovu utjecaju, zbog jake volje ili ljubavi, imaju moć nad njim i njegovim sljedbenicima. Čak se i Vrag pokazuje poslušnijim Bogu u ukoravanju ljudi koji su voljno ili nevoljno postali neposlušni te otpadnici i bogoodstupnici.
"Princ ovoga svijeta je Sotona", kaže Isus.

## Vrag u islamu
Iblis (arapski: إبليس) ili Šejtan (arapski: شيطان), po islamskom učenju, praotac je Džina.

## Vrag u filozofiji
Nizozemski filozof Baruch Spinoza negira antropomorfizam u religiji. Za njega Vrag nije čovjek i ne treba mu pripisivati ljudske osobine ili moralne kvalitete. Bog nije isključivo dobar; njegovi postupci mogu ljudima, iz njihove ograničene perspektive, izgledati zlim. Ali zlo je također dio Boga, njegova suprotnost ne postoji, jer je njegova bezgraničnost i to uklopila u sebe. Nepostojanje vraga Spinoza ontološki dokazuje: 

## Vanjske poveznice
- Unos, Catholic Encyclopedia
- "Možete li prodati svoju dušu Vragu?", chabad.org